# Roger Bernadina
Rogearvin Argelo "Roger" Bernadina, född den 12 juni 1984 i Willemstad i Curaçao, är en nederländsk professionell basebollspelare som spelar för Kia Tigers i sydkoreanska KBO League. Han har tidigare spelat i Major League Baseball (MLB). Bernadina är outfielder.

## Karriär

### Major League Baseball

#### Montreal Expos/Washington Nationals
Bernadina skrev i november 2001, vid bara 17 års ålder, på ett proffskontrakt med Montreal Expos och året efter gjorde han proffsdebut i Expos farmarklubbssystem. Han inledde på den lägsta nivån (Rookie) i Gulf Coast League, där han på 57 matcher hade ett slaggenomsnitt på 0,276, slog tre homeruns och hade 18 inslagna poäng (RBI:s). 2003 flyttades han upp till Savannah Sand Gnats i South Atlantic League (A), där han spelade 77 matcher med ett slaggenomsnitt på 0,237, fyra homeruns och 39 RBI:s. Han blev kvar i samma klubb de två nästföljande säsongerna (129 matcher, 0,238 i slaggenomsnitt, sju homeruns, 66 RBI:s respektive 122 matcher, 0,233 i slaggenomsnitt, tolv homeruns, 54 RBI:s). Inför den andra av dessa säsonger flyttades moderklubben och bytte namn till Washington Nationals. Under 2005 hade han näst flest stulna baser (35) i hela Nationals farmarklubbssystem och flest walks (75) i South Atlantic League.
2006 flyttades Bernadina upp ännu en nivå till Potomac Nationals i Carolina League (Advanced A). På 123 matcher hade han ett slaggenomsnitt på 0,270, sex homeruns och 42 RBI:s. Hans 28 stulna baser var sjunde flest i Carolina League. Året efter fortsatte han sin klättring mot MLB. Han inledde säsongen för Harrisburg Senators i Eastern League (AA), men flyttades senare upp till den högsta farmarnivån till Columbus Clippers i International League (AAA). Totalt under 2007 spelade han 110 matcher där hans slaggenomsnitt var 0,259, han slog sex homeruns och hade 37 RBI:s. För Harrisburg hade han 40 stulna baser, vilket var flest i hela Nationals farmarklubbssystem och näst flest i Eastern League. Under samma säsong deltog han även i EM i Spanien i september och i VM i Taiwan i november (se nedan).
Även 2008 fick Bernadina inleda i Harrisburg, men efter 73 matcher där (0,323 i slaggenomsnitt, fem homeruns och 38 RBI:s), där han bland annat utsågs till Player of the Month i maj, fick han göra sin MLB-debut för Washington Nationals den 29 juni. Efter tio mindre lyckade matcher (bara 0,125 i slaggenomsnitt) flyttades han dock ned till Columbus i mitten av juli. För Columbus gjorde han därefter 47 matcher med ett slaggenomsnitt på hela 0,351, fyra homeruns och 16 RBI:s, innan han återigen kallades upp till Nationals i september. Där hann han med ytterligare 16 matcher, med ett slaggenomsnitt på goda 0,306, och totalt för Nationals under säsongen hade han ett slaggenomsnitt på 0,211, inga homeruns och två RBI:s. I farmarligorna hade han högst slaggenomsnitt (0,335), flest hits (153), flest poäng (80) och näst flest stulna baser (41) av alla spelare i Nationals farmarklubbar som spelade en oavkortad säsong.
Vintern 2008/09 spelade Bernadina i den venezuelanska högstaligan Liga Venezolana de Béisbol Profesional för Bravos de Margarita. På elva matcher hade han ett slaggenomsnitt på 0,175, en homerun och en RBI.
Bernadina tog inte en plats i Nationals spelartrupp när 2009 års säsong inleddes utan fick börja i klubbens nya högsta farmarklubb Syracuse Chiefs. Efter bara fem matcher flyttades han dock upp till Nationals, men i sin tredje match där bröt han höger vrist när han fångade en lyra i en match mot Florida Marlins. Han kunde inte göra comeback förrän i slutet av augusti, och då blev det bara två matcher i Gulf Coast League.
Även 2010 fick Bernadina inleda i Syracuse, men återigen blev han snart uppkallad till Nationals, denna gång efter bara tre matcher. Lyckan blev dock mycket kortvarig då han skickades tillbaka ned till Syracuse efter bara en match. Han spelade därefter mycket bra för Syracuse och utsågs till Player of the Week i International League den 26 april efter att ha presterat ett slaggenomsnitt på 0,464, en homerun och sex RBI:s. Efter elva matcher för Syracuse var det dags för en ny befordran till Nationals, och denna gång blev han kvar där resten av säsongen. I en match den 12 maj mot New York Mets slog han sina två första homeruns i MLB och fångade dessutom en viktig lyra i matchen. Han hade en bra månad i juni, då han hade ett slaggenomsnitt på 0,329, tre homeruns och elva RBI:s. På 134 matcher för Washington under säsongen, varav 111 från start, hade Bernadina ett slaggenomsnitt på 0,246, elva homeruns och 47 RBI:s. Han lyckades stjäla en bas 16 av de 18 gånger han försökte (88,9 %), vilken andel var delat fjärde bäst i MLB av de som stal åtminstone 15 baser.
Vintern 2010/11 spelade Bernadina återigen i Liga Venezolana de Béisbol Profesional, denna gång dock för Navegantes del Magallanes. På sju matcher hade han ett slaggenomsnitt på 0,208, inga homeruns och en RBI.

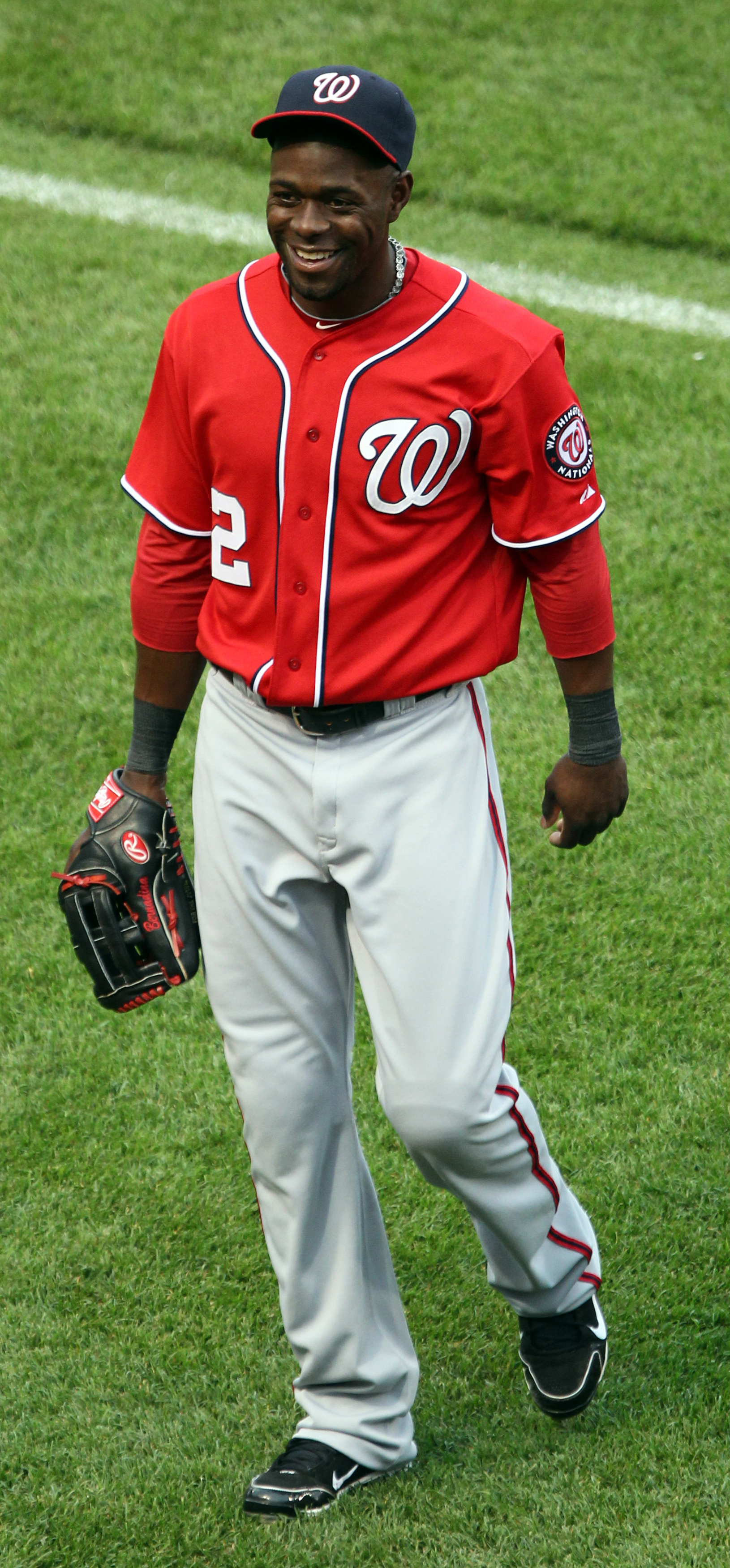
Bernadina i Washington Nationals dräkt 2011.

Trots hans mer eller mindre ordinarie position för Nationals 2010 fick Bernadina inleda även 2011 års säsong i Syracuse, men efter 13 matcher blev han uppflyttad till Nationals. Där blev det dock bara två matcher innan han fick packa sina väskor igen. Efter bara fem matcher för Syracuse fortsatte resandet fram och tillbaka när han på nytt kallades upp till Nationals. Denna gång varade sejouren i MLB till slutet av juli, då han skickades ned till Syracuse igen. Efter en månad kallades han upp till Washington på nytt. Han blev kvar där resten av säsongen och sett över hela 2011 hade han på 91 matcher för Nationals ett slaggenomsnitt på 0,243, sju homeruns och 27 RBI:s. Han satte även personligt rekord i MLB med 17 stulna baser.
2012 lyckades Bernadina för första gången i karriären undvika att spela en enda match i farmarligorna och han gjorde sin bästa säsong dittills. Han fick spela 129 matcher för Washington i grundserien, men användes mest som inhoppare och gjorde bara 49 matcher från start. Han hade ett slaggenomsnitt på fina 0,291, fem homeruns och 25 RBI:s. Han satte personliga rekord i MLB i slaggenomsnitt, on-base % (0,372), slugging % (0,405) och on-base % + slugging % (OPS) (0,777). Efter all star-matchen i juli hade han högst slaggenomsnitt av alla i Nationals (0,328). I en match den 7 augusti mot Houston Astros fångade han en otrolig lyra som avgjorde matchen. I slutspelet spelade han fyra matcher men hade inga hits.
Under försäsongsträningen 2013 spelade Bernadina för Nederländerna i World Baseball Classic (se nedan). När säsongen drog igång slapp han precis som föregående säsong spela i farmarligorna, men hans spel för Washington lämnade en del övrigt att önska. På 85 matcher, varav 29 från start, hade han ett slaggenomsnitt på låga 0,178, två homeruns och sex RBI:s. I det läget, i mitten av augusti, släpptes han av Nationals och blev free agent. Han var dessförinnan den spelare som varit längst i klubben.
Totalt spelade Bernadina 468 matcher för Washington med ett slaggenomsnitt på 0,243, 25 homeruns och 107 RBI:s.

#### Philadelphia Phillies
Bara ett par dagar efter att Bernadina släppts av Nationals skrev han på för Philadelphia Phillies. Under resten av 2013 års säsong spelade han 27 matcher för Phillies, men lyckades bara höja sitt slaggenomsnitt marginellt, till 0,187, och hade två homeruns och fem RBI:s. Efter säsongen blev han free agent.

#### Cincinnati Reds
I slutet av januari 2014 skrev Bernadina på ett minor league-kontrakt med Cincinnati Reds, som var värt en miljon dollar om han tog en plats i Reds spelartrupp. Det lyckades han med, men i början av maj, efter att ha spelat 21 matcher med ett slaggenomsnitt på bara 0,143, inga homeruns och en RBI, petades han ur truppen. Bara tre dagar senare var han tillbaka när Jay Bruce drabbades av skada och måste ersättas. Han kunde dock inte lyfta sitt spel och 18 matcher senare, under vilka hans slaggenomsnitt var 0,161, han inte slog några homeruns och hade fyra RBI:s, petades han ånyo från spelartruppen, där han ersattes av Carlos Contreras. Totalt spelade Bernadina 44 matcher för Reds, varav tolv från start, med ett slaggenomsnitt på 0,153, inga homeruns och fem RBI:s.

#### Los Angeles Dodgers

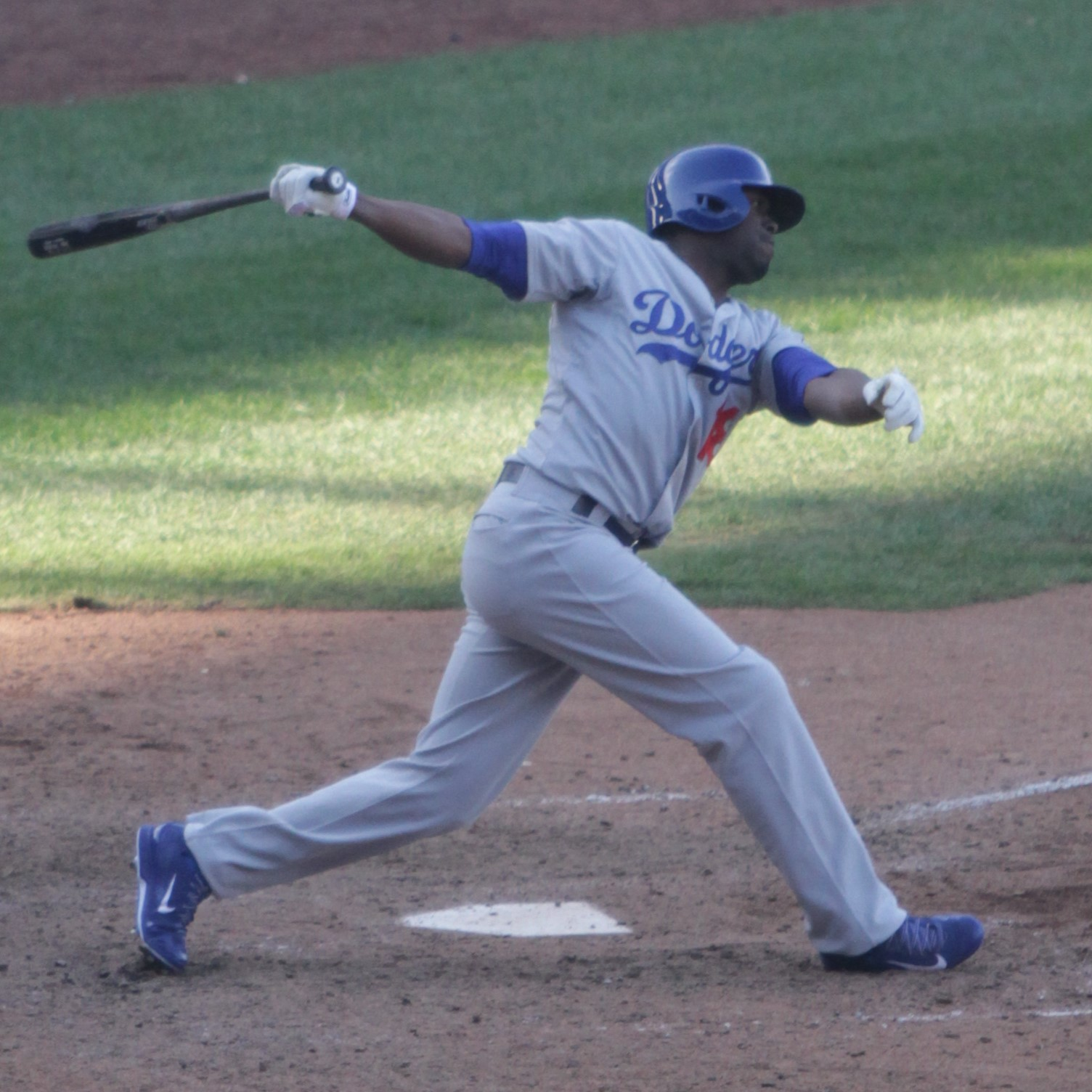
Bernadina i Los Angeles Dodgers dräkt 2014.

I början av juli 2014 skrev Bernadina på ett minor league-kontrakt med Los Angeles Dodgers och skickades till klubbens högsta farmarklubb Albuquerque Isotopes i Pacific Coast League (AAA). I början av september kallades han upp till Dodgers, främst för att användas som pinch-runner. Han fick begränsat med speltid och spelade bara nio matcher fram till grundseriens slut med ett slaggenomsnitt på 0,286, en homerun och fyra RBI:s. När det blev dags för slutspel petades han ur spelartruppen. Efter säsongen valde han att bli free agent hellre än att flyttas ned till farmarligorna igen och under vintern spelade han nio matcher för Tiburones de La Guaira i Liga Venezolana de Béisbol Profesional med ett slaggenomsnitt på 0,111, inga homeruns och två RBI:s.

#### Colorado Rockies
I slutet av december 2014 skrev Bernadina på ett minor league-kontrakt med Colorado Rockies och han bjöds in till klubbens försäsongsträning. Han fick dock tillbringa hela säsongen i Rockies högsta farmarklubb Albuquerque Isotopes, där han på 119 matcher hade ett slaggenomsnitt på 0,276, 15 homeruns och 62 RBI:s. Efter säsongen spelade han 28 matcher för Yaquis de Obregón i den mexikanska vinterligan Liga Mexicana del Pacífico. Där var hans slaggenomsnitt 0,188 och han hade två homeruns och nio RBI:s.

#### New York Mets
Bernadina skrev inför 2016 års säsong på ett nytt minor league-kontrakt, denna gång med New York Mets, och han bjöds in till klubbens försäsongsträning. Han spelade dock hela säsongen i Mets högsta farmarklubb Las Vegas 51s (114 matcher, 0,292 i slaggenomsnitt, tio homeruns, 55 RBI:s). I september deltog han vid EM i Nederländerna (se nedan).

### KBO League

#### Kia Tigers
I november 2016 skrev Bernadina på för den sydkoreanska klubben Kia Tigers i KBO League. Han hade en mycket framgångsrik säsong med ett slaggenomsnitt på 0,320, 27 homeruns, 111 RBI:s och 118 poäng. Det sistnämnda var bäst i ligan. Han togs ut till ligans all star-match och var en starkt bidragande orsak till att Tigers vann ligamästerskapet. Efter säsongen skrev han på för ett år till för 1,1 miljoner dollar, en löneförhöjning från 750 000 dollar föregående säsong.

### Internationellt
Bernadina representerade Nederländerna vid Europamästerskapet i baseboll 2007 i Spanien, där man vann guld och Bernadina togs ut till turneringens all star-lag. Han gjorde flest poäng (18) och hade flest stulna baser (sex) under turneringen. Vidare var hans slaggenomsnitt hela 0,632 och han slog två homeruns och hade sju RBI:s på sina sju matcher.
Några månader senare spelade Bernadina även i Världsmästerskapet i baseboll 2007 i Taiwan, där han hade ett slaggenomsnitt på 0,357, inga homeruns och en RBI på sex matcher. Nederländerna kom fyra i turneringen.
Bernadina representerade även Nederländerna vid World Baseball Classic 2013, där man överraskande nådde semifinal. På sex matcher hade han ett slaggenomsnitt på 0,136, inga homeruns och tre RBI:s.
Bernadina var även med och tog guld vid Europamästerskapet i baseboll 2016 i Nederländerna, där han återigen hade flest stulna baser (fyra). Vidare var hans slaggenomsnitt 0,313 och han hade en homerun och två RBI:s.